# جمال ودلال (فلم)
جمال ودلال هو فيلم رومانسي موسيقي مصري تم إنتاجه عام 1945، قصة زكي صالح، وحوار بديع خيري، وسيناريو وإخراج إستيفان روستي و بطولة فريد الأطرش وببا عز الدين وليلى فوزي وعباس فارس وبشارة واكيم.

## قصة الفيلم

(من اليمين) عبد السلام النابلسي، وفريد الأطرش، وبشارة واكيم، وليلى فوزي، وماري منيب في لقطة من الفيلم.

جمال العامري (فريد الأطرش) يعمل ترجمانًا في منطقة الأهرامات ويهوى الغناء، وفي موقف نبيل أنقذ فيه حياة دلال (ليلى فوزي) ابنة مدير الأمن العام السيد رؤوف، مما دعاها للإعجاب به والاستماع لأغانيه في فندق ميناهاوس، وتنشأ بينهم علاقة حب اصطدمت برغبة صائدة الرجال الراقصة مركادا (ببا عز الدين) التي سرقت خنجر جمال وأعطته لسيف (عباس فارس) ليقتل غريمه جابر مقابل أن تصبح عشيقته وحده وبالفعل قتل جابر بخنجر جمال، وأمام الجثة خيرته مركادا بين يقبض عليه ويحكم عليه بالإعدام، أو الهروب معها والسفر إلى المغرب للنجاة بحياته وبناء مستقبله هناك. وبالفعل يسافر معها إلى المغرب تحت اسم مورو. ابتزت مركادا جمال حتى انتهت أمواله ثم اندارت على غيره وكان من نصيبها فيما بعد عبد الرزاق (عبد السلام النابلسي) ابن التاجر الكبير المكناسي والذي كانت تحصل منه على البضائع من المحل الكبير مجانا وتبيعها لها وصيفتها دودى (زينات صدقي) ويراها جمال مع عبد الرزاق، فلما اعترض وصفعها قالت له «الكلمة هنا كلمتي ولو مش عاجبك الباب يفوت جمل» فلم يقبل جمال أن يساوم على شرفه وتركها ورحل هائمًا على وجهه من بلد إلى بلد فرارا من المرأة التي وثق بها، فغدرت به وسلبته ماله، ولكنه أبى عليها أن تسلبه كرامته، وهكذا راح يجتاز الصحراء المحرقة وحيدا شريدا حتى يصل إلى تونس، حيث عمل هناك مغنيًا في أحد الملاهي الليلية وجمع بعض المال، وسافر إلى نابولي ليدرس الموسيقى في أحد معاهدها ولما عجز عن دفع المصروفات، طرد من المعهد وتقابل مع صديقه السابق بمينا هاوس المايسترو كاڤيللو (بشارة واكيم) الذي عرفه على السنيورة تورتو ريللا (ماري منيب) العاشقه لمصر، وأقام في البنسيون الذي تملكه، وتحايل جمال مع كاڤيللو على المعيشة بالعزف في الطرقات وجمع النقود من المارة حتى أكمل دراسته وتفوق في الموسيقى وذاع صيته واصبح من المشاهير ولكنه لم يكن مهتما إلا بمصر، فعاد إليها ومعه كاڤيللو الذي تزوج من تورتو ريللا، وفي مصر قابل عبد الرزاق المكناسي يعمل على تاكسى أجره بعد أن سلبته مركادا أمواله وطرده أبوه. يطارده البوليس ويقابل دلال التي أخبرته أن والدها يستعد للقبض عليه، فيهرب وترغب دلال في إنقاذه فذهبت إلى مركادا التي عادت إلى مينا هاوس ولكنها قابلت سيف الذي حاول الاعتداء عليها ولكن مركادا صفعته على وجهه فاعترف لجمال ودلال بأن مركادا هي القاتله وليس هو، وحاولت مركادا قتله وأنقذه جمال وكان رؤوف والد دلال يستمع للحديثمن طرف خفى، فقبض على مركادا وتزوج جمال من دلال.

## فريق العمل
إخراج: إستيفان روستي
تأليف:
- زكي صالح (قصة)
- إستيفان روستي  (سيناريو)
- بديع خيري (حوار)

إنتاج: أفلام لمعي
بطولة:
- فريد الأطرش (جمال)
- ببا عز الدين (مركادا)
- ليلى فوزي (دلال)
- عباس فارس (سيف)
- بشارة واكيم (كاڤيللو)
- ماري منيب (تورتو ريللا)
- زينات صدقي (دودى)
- عبد السلام النابلسي (عبد الرزاق)
- عبد الحميد زكي
- محمود شكوكو
- محمد الديب
- حسن كامل

## أغاني الفيلم
من الحان: فريد الأطرش
- بحبك إنت (كلمات: مأمون الشناوي)
- تطلع يا قمر بالليل (كلمات: بيرم التونسي)
- هات يا زمان (كلمات: بديع خيري)
- يا منى روحي سلاما (كلمات: أحمد رامي)
- يهون عليك (كلمات: بيرم التونسي)

## روابط خارجية
- جمال ودلال على موقع IMDb (الإنجليزية)
- جمال ودلال على موقع الدهليز
- جمال ودلال على موقع قاعدة بيانات الأفلام العربية
- جمال ودلال على موقع قاعدة بيانات الفيلم (الإنجليزية)